# Amphineurus (Rhamphoneurus) glabristylatus
Amphineurus (Rhamphoneurus) glabristylatus is een tweevleugelige uit de familie steltmuggen (Limoniidae). De soort komt voor in het Neotropisch gebied.